# Србољуб Кривокућа
Србољуб Кривокућа (Ивањица, 14. март 1928 — Београд, 22. децембар 2002) је бивши југословенски фудбалер и тренер.
Као члан Црвене звезде освајао је титулу првака 1953. и 1956. године. Уз пет сусрета за младу репрезентацију (1953) и пет за „Б“ тим (1951—1957), одиграо је и седам званичних утакмица за репрезентацију Југославије. Дебитовао је 29. априла 1956. против Мађарске (2:2) у Будимпешти, а последњу утакмицу одиграо је 7. маја 1961. против Мађарске (2:4) у Београду.